# Gheorghe Rusnac
Gheorghe Rusnac  (n. 23 noiembrie 1942, Ocnița, raionul Ocnița, Republica Moldova) este un istoric și politolog din Republica Moldova. Între 2007 și 2011 a fost Ambasadorul Republicii Moldova în Italia. 
Anterior, a fost rectorul Universității de Stat din Moldova (1993 - 2007), unde a inițiat pregătirea cadrelor la noi specialități, a consolidat potențialul pedagogico-științific, a crescut numărul studenților și doctoranzilor, a derulat renovarea bazei tehnico-materiale și a contribuit la o prezență mai mare a universității pe arena internațională.
Din 2000 este membru asociat, iar din 2007 membru al Academiei de Științe a Moldovei.
A publicat o serie de lucrări (monografii, dicționare, articole) despre istoria contemporană și situația politico-socială a Republicii Moldova. A fost membru al PCUS.

## Distincții
- 1996 - Ordinul „Gloria Muncii”
- 1998 - Legiunea de onoare (Guvernul Franței)
- 1999 - Ordinul Republicii
- 2007 - Ordinul „Paisie Velicikovski”, rangul II, Mitropolia Chișinăului și Întregii Moldova

## Titluri științifice și academice
- 2007 - Academician, Membru al Academiei de Științe a Moldovei, Academia de Științe a Moldovei;
- 2000 - Membru Asociat, Academia de Științe a Moldovei;
- 1995-2007 - Președinte al Consiliului Rectorilor din Republica Moldova; Membru în Consiliul Asociativ al Agenției Universităților Francofone (Montreal);
- 1998 - Membru al Academiei Internaționale pentru Învățământ Superior din Moscova, Federația Rusa;
- 1996 - Membru al Academiei Internaționale a ONU de Informatică;
- 1992 - Profesor în științe politice, Universitatea de Stat din Moldova;
- 1980 - Profesor Asociat, Universitatea de Stat din Moldova.
- Doctor Honoris Causa al Universității „Sf. Chiril și Metodiu”, Veliko Târnovo, Bulgaria.

## Lucrări publicate
Peste 240 lucrări științifice, inclusiv 9 monografii, 10 manuale și 2 dicționare, printre care:
- Руководство Компартии Молдавии высшей и средней специальной школой (1961–1986 гг.) (1988)
- Școala de cultură generală din Republica Moldova (1944–1956) (1994)
- Парламентские (1994) выборы и политические симпатии электората Республики Молдова (1995)
- Republica Moldova: alegerile parlamentare (1994) și geografia politică a electoratului (1997)
- Puterea politică și conflictul social (studiu istorico-politologic) (1999)
- Republica Moldova pe calea democratizării (1999)
- Securitatea statului în sfera ecologică (2000)
- Трудовая миграция в лицах: люди и судьбы (2000)
- Мы строим Европу. И не только (2005)
- Вклад Московского Государственного Университета им. М. В. Ломоносова в подготовке специалистов для Республики Молдова (2005)
- Rectorii Universității de Stat din Moldova (1946–1993) (2005)